# 熊野隆司
熊野 隆司（くまの りゅうじ、1942年1月4日 - 2004年11月8日）は、日本の俳優。東京都葛飾区出身。東京都立向島工業高等学校卒 。プロボクサーを経て、東宝、劇団世代に所属していた 。
晩年は葛飾 刻斎（かつしか こくさい）名義で舞台を中心に活動していた。
2004年11月8日、肝硬変のため死去。62歳没。

## 出演作品

### 映画
- 沖縄（1970年） - 儀部行雄
- 触角（1970年）
- 君には海鳴りが聞えるか（1978年）
- 殺しが静かにやってくる 生成篇（1979年）
- 殺しが静かにやってくる 爆殺編（1981年）

### テレビドラマ
- 三姉妹（1967年）
- 竜馬がゆく（1968年）
- 五人の野武士 第11話「少年ゲンと野武士」（1968年）
- 東京バイパス指令 第51話「襲撃」（1969年）
- プロフェッショナル 第13話「あッ! と驚く銀行襲撃」（1969年）
- 五番目の刑事 第6話「ジュクに張り込め」（1969年） - 荒木
- 特別機動捜査隊 第441話「赤い破門状」（1970年）
- 鬼平犯科帳 第34話「むかしの男」（1970年）
- 帰ってきたウルトラマン 第30話「呪いの骨神 オクスター」（1971年） - 民俗学・三谷助手

### 舞台
- 阿Q正伝（1965年）※デビュー作[2]
- 枯れない人々
- 黄昏に踊る
- つるかめ荘は今日もワルツ
- 真夏の夜の哀しみ